# ガストロジン
ガストロジン(Gastrodin)は、天然のフェノールである。4-ヒドロキシベンジルアルコール（ガストロジゲニン）のグルコシドである。ラン科のオニノヤガラ(Gastrodia elata)またはGaleola faberiの根茎から単離される。
また、ヨウシュチョウセンアサガオ(Datura tatula)の細胞培養による4-ヒドロキシベンズアルデヒドの生体内変化によっても生成する。